# Barrio Nuevo de los Muertos
Barrio Nuevo de los Muertos är en ort i Mexiko.   Den ligger i kommunen Acapulco de Juárez och delstaten Guerrero, i den södra delen av landet, 280 km söder om huvudstaden Mexico City. Barrio Nuevo de los Muertos ligger 225 meter över havet och antalet invånare är 1 171.
Terrängen runt Barrio Nuevo de los Muertos är platt åt sydost, men åt nordväst är den kuperad. Terrängen runt Barrio Nuevo de los Muertos sluttar söderut. Runt Barrio Nuevo de los Muertos är det ganska glesbefolkat, med 34 invånare per kvadratkilometer. Närmaste större samhälle är San Marcos, 19,5 km sydost om Barrio Nuevo de los Muertos. Omgivningarna runt Barrio Nuevo de los Muertos är en mosaik av jordbruksmark och naturlig växtlighet.